# 北吉田站
北吉田站（日语：／ Kita-Yoshida eki */?）是位於新潟縣燕市吉田文京町，屬於東日本旅客鐵道（JR東日本）的越後線車站。

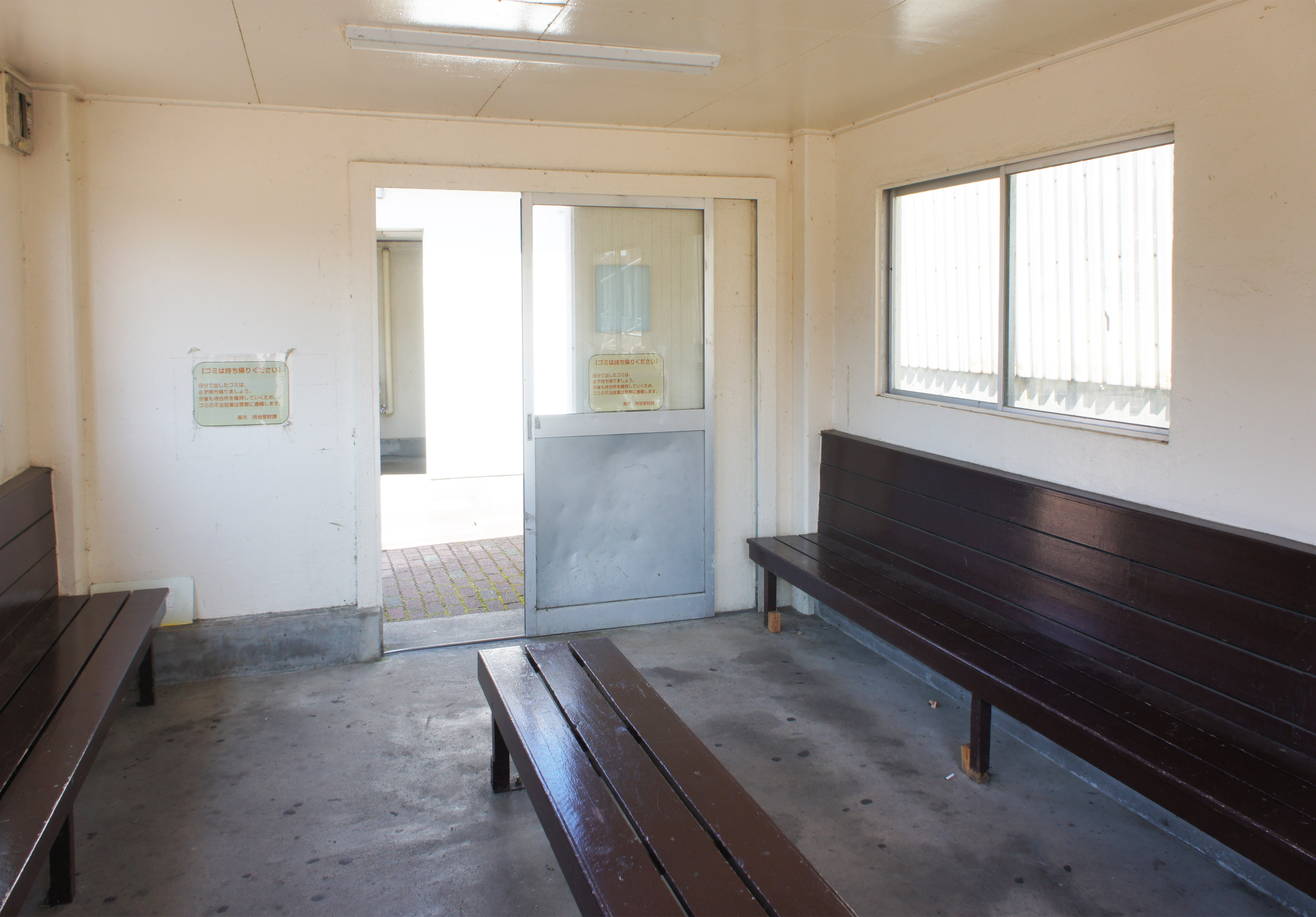
候車室内(2021年9月)

## 歷史
- 1984年（昭和59年）4月8日：國鐵越後線車站啟用（旅客車站）[1]。
- 1987年（昭和62年）4月1日：伴隨國鐵分割民營化，車站由東日本旅客鐵道（JR東日本）營運。
- 2006年（平成18年）1月21日：此站可使用IC卡「Suica」（新潟都市圈範圍）。

## 車站構造

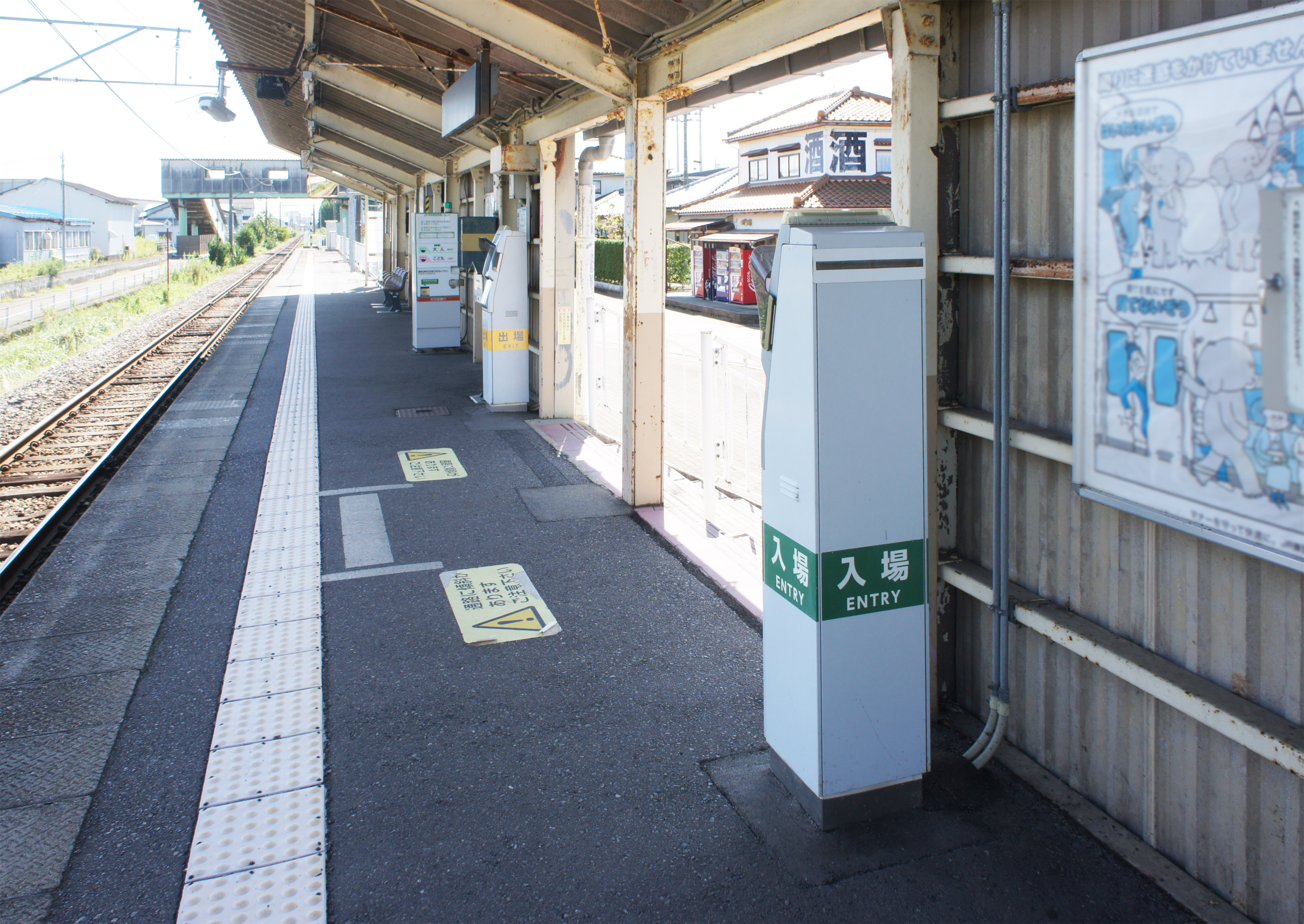
驗票口(2021年9月)

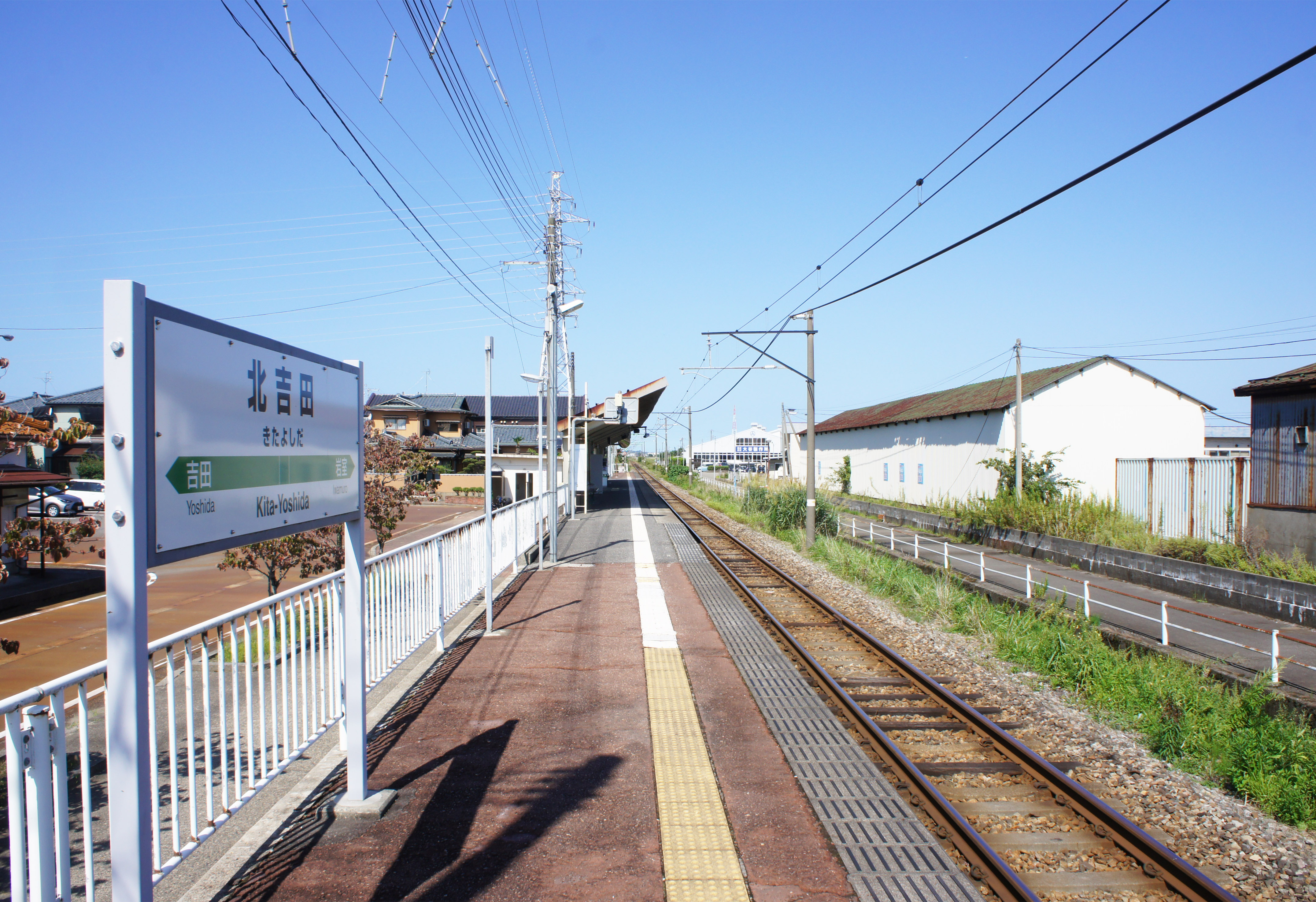
月台(2021年9月)

本站是地面車站，設有1面1線的單式月台。此站是由燕三條站管理的無人車站。站内沒有設置站房，月台入口旁設有廁所和候車室。在路軌西邊的月台上則設有簡易Suica閘機（入閘和出閘各1台）和1台簡易式自動售票機（無法使用Suica。該售票機在2019年撤走，取而代之為設置乘車站證明書發行機。)。本站南邊設有可前往車站東邊的行人天橋。

## 車站周邊

### 車站正面
車站對出為住宅區。為燕市吉田地區文教設施集中地。
- 燕市立吉田中學
- 新潟縣立吉田高等學校（日语：新潟県立吉田高等学校）
- 燕市吉田綜合體育館[1]
- Vision吉田

### 車站後方
- 國道116號（日语：国道116号）

## 巴士路線
此站附近沒有一般巴士路線行走，只有1條社區巴士。該社區巴士為由彌彥村和燕市共同營運的「彌彥·燕廣域循環巴士」（彌彥號）。截至2016年1月，於平日只有5往返班次。
「Vision吉田」巴士站（從車站向西南方步行約8分鐘）
- 吉田站、彌彥站、麓、櫻花之湯、道之驛國上（日语：道の駅国上）方向　前往手鞠之湯
※假日、年頭年尾不設服務

## 相鄰車站
東日本旅客鐵道（JR東日本）
■越後線
吉田－北吉田－岩室

## 注腳
1. 1 2 3 4 5 6 7 8 9 10 11  . 週刊朝日百科. 21号 新潟駅・弥彦駅・津南駅ほか. 朝日新聞出版. 2012-12-30: 22 （日语）.

## 外部連結
- 車站資訊（北吉田）：東日本旅客鐵道（日語）